# Henri V (duc de Bavière)
Pour les articles homonymes, voir Henri V et Henri Ier de Luxembourg.
Henri V, né vers 960 et mort le 27 février 1026, est comte à Luxembourg (en tant que Henri Ier) de 998 à 1026, ainsi que duc de Bavière de 1004 à 1009 et à nouveau de 1017 jusqu'à sa mort. 

## Biographie
Henri est un prince de la maison d'Ardenne (Wigéricides), fils aîné du comte Sigefroid de Luxembourg († 998) et de son épouse Edwige de Nordgau († 992). Son père apparaît comme un comte lorraine sur la Moselle ; il était également avoué (Vogt) des abbayes Saint-Maximin de Trêves et Saint-Willibrod d'Echternach, charges qui se transmirent héréditairement dans la famille comtale. Il hérita de son demi-frère, Gilbert († 964), comte en Ardennes. Le 17 avril 963, il avait établi son château sur le rocher du Bock à Luxembourg sur l'Alzette.
Encore du vivant de son père, en 982, Henri prit part à la bataille des Ottoniens à cap Colonna. Il entretenait des liens étroits avec le roi Otton III et il était chargé de la gestion des domaines dans les Ardennes en 993. Son avancement reposa sur le mariage de sa sœur Cunégonde de Luxembourg avec le duc Henri IV de Bavière, le futur empereur Henri II, vers 995. Une fois élu roi des Romains, son beau-frère lui remit solennellement l'investiture du duché de Bavière à la Diète d'Empire tenue à Ratisbonne le 21 mars 1004. Alors que se poursuit la guerre germano-polonaise, il a participé à la campagne contre les forces du duc Boleslas Ier cette même année. 
Néanmoins, il se brouille en 1009 avec le roi, qui lui retire son duché ; par l'intercession des archevêques Héribert de Cologne et Poppon de Trèves, il le reçoit à nouveau en décembre 1017. Après la mort de l'empereur Henri II en 1024, il plaide en faveur de l'élection de Conrad II le Salique.
Il ne se maria pas, et son neveu Henri VII lui succéda, tandis que la Bavière retourna aux souverains de la dynastie salienne. Henri V fut probablement enterré dans la collégiale d'Osterhofen.